# La Argentina, Colombia
La Argentina är en ort i Colombia.   Den ligger i departementet Huila, i den sydvästra delen av landet, 300 km sydväst om huvudstaden Bogotá. La Argentina ligger 1 559 meter över havet och antalet invånare är 3 082.
Terrängen runt La Argentina är huvudsakligen lite bergig. La Argentina ligger nere i en dal. Runt La Argentina är det ganska glesbefolkat, med 43 invånare per kvadratkilometer. Närmaste större samhälle är Tarqui, 19,6 km sydost om La Argentina. I omgivningarna runt La Argentina växer i huvudsak städsegrön lövskog.